# Київське товариство повітроплавання

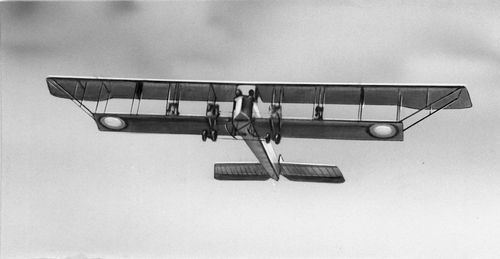
«Ілля Муромець» у польоті

Київське товариство повітроплавання (1909–1916) — добровільне науково-технічне і спортивне товариство сприяння розвиткові авіації і повітроплавання.

## Історія товариства
У 1899 році в Києві розпочався рух за створення п'ятого, повітроплавного відділення Київського політехнічного інституту, який очолив один з найбільших ентузіастів авіації професор Микола Андрійович Артем'єв. З його ініціативи в 1905–1906 роках при Механічному гуртку політехнічного інституту була утворена Повітроплавна секція. Почесним головою секції став професор Степан Тимошенко, а її віце-головою Бобров Вікторін Флавіанович — студент механічного відділення КПІ. У листопаді 1908 року секцію перетворено в Повітроплавний гурток з відділами аеропланів, гелікоптерів, двигунів та орнітоптерів.
Товариство засновано 8 листопада 1909 року в місті Києві, на базі повітроплавального гуртка Київського політехнічного інституту. Члени товариства розробляли проекти літальних апаратів, будували і випробовували їх. Виконували польоти на право одержання диплома пілота-авіатора, організовували змагання, влаштовували виставки тощо.
5 червня 1910 року у місті Києві професор Київського політехнічного інституту Олександр Кудашев вперше підняв у повітря літак, що став першим літаючим літаком, створеним в імперії. З історії авіації добре відомо, що першим у світі спробу будівництва реактивного літака зробив київський губернський інженер Федір Гешвенд та начальник інженерної служби Київського військового округу Третеський Іустин Іванович.
У 1913—14 роках на заводі в Петербурзі за проектами Київського товариства повітроплавання були збудовані літаки «Гранд», «Руський Витязь» та «Ілля Муромець».

## Видатні члени товариства

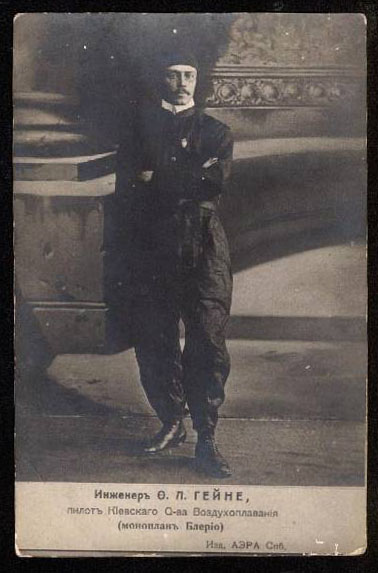
Гейне Ф. Л. — пілот Київського товариства повітроплавання. Поштова картка початку ХХ століття

- Сікорський Ігор Іванович (1889–1972) — видатний авіаконструктор
- Нестеров Петро Миколайович (1887–1914) — видатний авіатор
- Кудашев Олександр Сергійович (1872 — 19??) — професор КПІ
- Делоне Микола Борисович (1856–1931) — професор КПІ
- Ткачов В'ячеслав Матвійович (1885–1965) — генерал-майор авіації
- Григорович Дмитро Павлович (1883–1938) — видатний авіаконструктор
- Свєшников Олександр Миколайович (1887–1918) — авіатор, авіаконструктор, військовий льотчик.
- Григор'єв Володимир Петрович (1883–1922) — авіаконструктор.
- Терещенко Федір Федорович (1888–1950) — авіаконструктор.
- Касяненко Іван Іванович (1887–1942) — авіаконструктор, заст.ректора КПІ, Ректор Київського с/г інституту, Голова правління авіакомпанії «Укрповітрошлях».
- Касяненко Євген Іванович (1889–1938) — авіаконструктор Харківського авіазаводу. головний редактор редакції щоденної газети «Вісті ВУЦВК»
- Касяненко Григорій Іванович (1891 — 193?) — український громадсько-політичний діяч, український авіаконструктор.
- Касяненко Андрій Іванович (1886 — 1946) — викладав авіацію на механічному факультеті КПІ.
- Карпека Олександр Данилович (1894–1918) — студент КПІ, у 1910–1913 рр. збудував три літаки у своїй домашній майстерні по вул. Володимирській, 64.
- Адлер Георгій Петрович (1886–1965) — студент КПІ, відомий авіаконструктор.
- Билінкін Федір Іванович— син київського купця, студент КПІ, у 1911 р. у власному ангарі на Сирецькому аеродромі побудував «Билінкін-біплан». Разом із Ігорем Сікорським та Василем Йорданом, розпочав створення біплану БІС № 1 (Билінкін, Йордан, Сікорський). Потім його перебудовано на літак БІС № 2, у якому 3 червня 1910 року в присутності спортивних комісарів Київського товариства повітроплавання Ігор Сікорський виконав вдалий політ по прямій завдовжки 182 м на висоті 1,2 м тривалістю 12 с. Надалі було здійснено близько 50 польотів на висоті 10 м, але з малою тривалістю.
- Йордан Василь — студент КПІ, у 1910 році будував літаки у власній майстерні по вул. Львівській, 5 (тепер — вул. Січових Стрільців). Разом із Ігорем Сікорським та Федором Білінкіним, розпочав створення свого першого біплану БІС № 1 (Билінкін, Йордан, Сікорський). Згодом його перебудовано на літак БІС № 2, у якому 3 червня 1910 року в присутності спортивних комісарів Київського товариства повітроплавання Ігор Сікорський виконав вдалий політ по прямій завдовжки 182 м на висоті 1,2 м тривалістю 12 с.
- Фальц-Фейн Олександр Олександрович (1893–1916) — київський авіатор, авіаконструктор. Син О. Е. Фальц-Фейна. З юних років захоплювався літаками. Він їх будував і сам на них літав (А. М. Туполєв був його однокласником). Пішовши добровольцем на власному літаку на війну 1914 р., він був збитий австрійцями, потрапив у полон. При падінні отримав важкі травми і був поміщений в шпиталь, де заразився туберкульозом. Він помер 23-х років і був похований в Асканії-Нова.
- Відомі також інші київські авіаконструктори 1910-х років: І. І. Ільницький, Р. І. Фрейман.